# 降D大調“小狗”圓舞曲

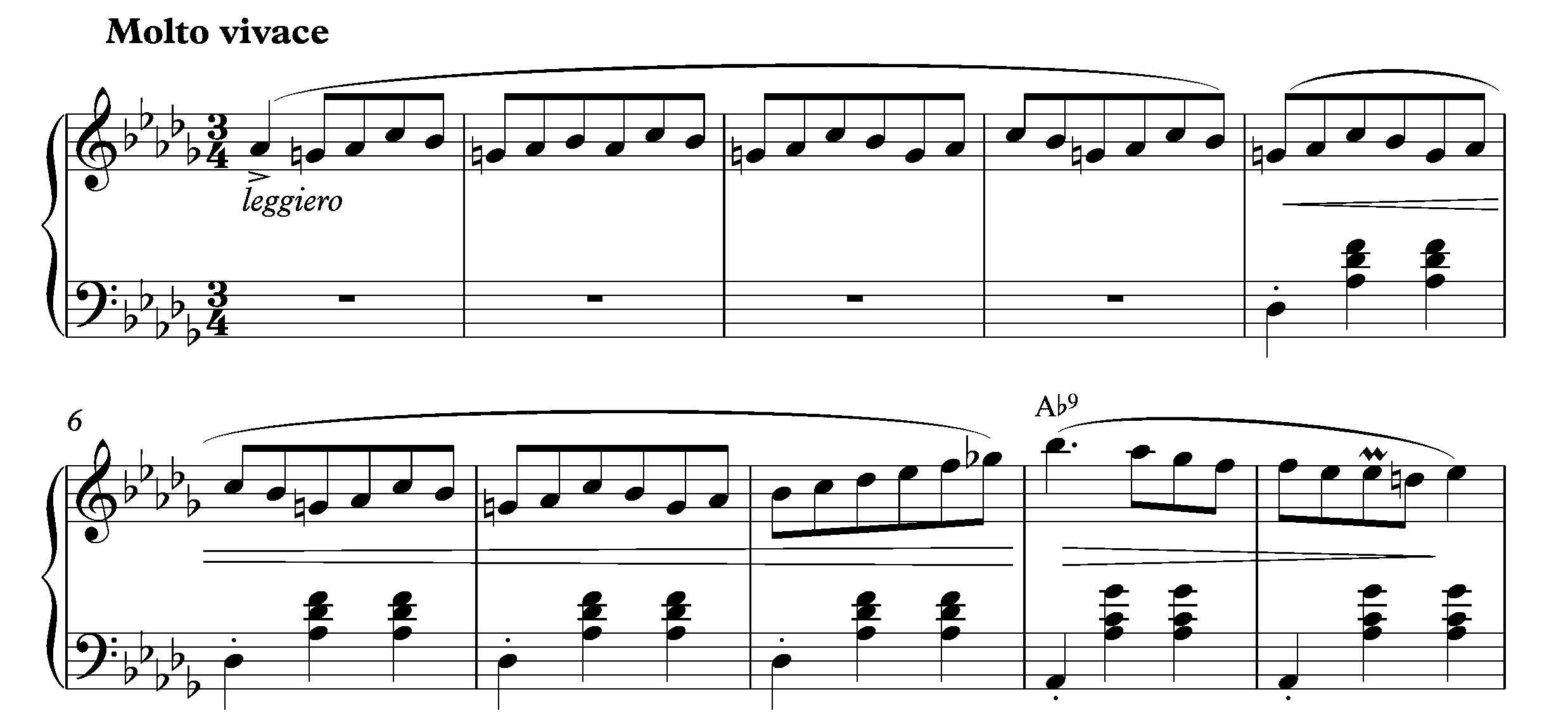
「小狗」圆舞曲的開頭

降D大调「小狗」圆舞曲（法語：Valse du petit chien），作品64之1，是肖邦于1847年创作的一首著名圆舞曲，同年作为《三首圆舞曲》（Trois Valses）的第一首作品由布赖特科普夫与黑特尔在莱比锡出版。肖邦将此曲献给德费努·波特卡伯爵夫人。
虽然它在英语中也称为“一分钟圆舞曲”（Minute Waltz），但并非所谓“一分钟就能弹完”的圆舞曲——名中的英文“Minute”在此意为“短小”、“微小”，而并不指“一分钟”，而实际上这首曲子所需的弹奏时间也介于一分半到两分半钟之间。
此圆舞曲与Op.34 No.3“融瑜”圆舞曲相互呼应，得名“小狗圆舞曲”。虽然此曲曲速很快，但技巧并不难，很适合钢琴中级学者练习和演奏。